# Framnæsodden
Framnæsodden (norwegisch für Vorspringende Nasenspitze) ist eine kleine und felsige Landspitze an der Lazarew-Küste der antarktischen Peter-I.-Insel. 
Kartiert und deskriptiv benannt wurde die Landspitze bei der vom norwegischen Walfangunternehmer Lars Christensen finanzierten vierten Antarktisfahrt des Schiffs Norvegia unter Kapitän Nils Larsen (1900–1976), der hier im Februar 1929 anlandete.